# 공항리무진 (기업)
주식회사 공항리무진(株式會社 空港―)은 본사를 서울특별시 강서구 개화동에 둔 서울특별시의 공항버스 회사이자, 일반음식점 및 카페를 운영하는 회사이다. 대한민국 최초로 공항리무진버스 운행을 시작한 업체이고, 일반 시내버스 운행업체인 공항버스 주식회사와는 무관하다. 운행 지역은 서울특별시와 경기도 광명시이다.

## 주요 연혁
- 1977년 12월 1일: 선경그룹(현 SK그룹)에서[3] 워커힐교통 주식회사라는 상호로 회사를 설립, 대한민국 최초로 공항리무진버스 운행을 시작하였다.[4][5][6]
- 1981년 9월 7일: 워커힐교통의 경영난으로 주식회사 공항교통(株式會社 空港交通)이 인수하여 리무진버스를 운행하였다.[7][8]
- 2000년 5월: 공항교통에서 현재의 상호(공항리무진)로 변경되었다.
- 2012년 8월 1일: KD운송그룹 산하 서울특별시의 공항버스 자회사인 대원공항을 인수하였다.
- 2013년 4월 9일: 성동구(구청장 고재득)의 적극적인 추진으로 인하여 6010번 노선을 신설하게 되었다.
- 2013년 11월 20일: 인천광역시 중구 공항로(인천국제공항)에 인천공항지점 설치.
- 2018년 4월 10일: 인천공항지점 폐쇄. 중구 공항서로에 인천지점 설치.
- 2020년 3월 9일: 코로나바이러스감염증-19 유행인한 일부 공항버스 노선 운행 폐지[9]
- 2022년 3월: 티맵모빌리티[10]에서 공항리무진 지분 40%를 인수했다.
- 2023년 3월 9일 : 6001번 포함 15개 노선 총 120대 운행 개시. (3월 9일 기준)
- 2023년 3월 20일 : 심야버스(N6000, N6001, N6002 각 1대) 운행 재개. (20일 밤 기준)

## 운행 노선
- ● 6001번: 인천국제공항 - 인천국제공항고속도로 - 올림픽대로 - 한강대교 - 신용산역 - 삼각지역 - 숙대입구역 - 서울역 - 회현역 - 명동역 - 충무로역 - 동대문역사문화공원역
- ● 6002번: 인천국제공항 - 인천국제공항고속도로 ↔ 합정역 ↔ 홍대입구역 ↔ 신촌 ↔ 아현역 ↔ 서대문역 ↔ 광화문 ↔ 종로3가역 ↔ 동대문역 ↔ 신설동역 - 청량리역 - 서울시립대앞 - 전농동사거리 - 신답역 - 동대문구청 - 서울동부병원 - 신설동역 - 동묘역 - 합정역 - 인천국제공항
- ● 6003번: 인천국제공항 인천국제공항고속도로 ↔ 김포공항 나들목 ↔ 김포국제공항 ↔ 송정역 ↔ 발산역 ↔ 등촌중학교 ↔ 목동역 ↔ 서울갈산초등학교 ↔ 구로역 ↔ 대림역 ↔ 신림역 ↔ 봉천역 ↔ 서울대입구역 ↔ 서울대학교(정문)
- ● 6004번: 인천국제공항 ↔ 인천국제공항고속도로 ↔ 공항신도시 분기점 ↔ 제2경인고속도로 ↔ 광명 나들목 ↔ KTX 광명역 ↔ 광명역 나들목 ↔ 서해안고속도로 ↔ 일직 분기점 ↔ 제2경인고속도로 ↔ 석수 나들목 ↔ 석수역 ↔ 시흥대로 ↔ 가산디지털단지역
- ● 6005번: 인천국제공항 - 인천국제공항고속도로 -  미디어시티역 - 가좌역 - 연희동 - 서대문구청 - 홍제역 - 무악재역 - 독립문역 - 서대문역 - 숭례문 - 광화문 - 서울시청
- ● 6007번: 인천국제공항 ↔ 인천국제공항고속도로 ↔ 당산역 ↔ 영등포시장역 - 영등포역 ↔ 한국거래소 ↔ 페어몬트앰버서더서울 ↔ 여의나루역 ↔ 켄싱턴호텔 ↔ 국회의사당역 - 글래드호텔
- ● 6008번: 인천국제공항 ↔ 인천국제공항고속도로 ↔ 가양역 증미역 ↔ 염동초등학교 ↔ 나이아가라호텔 ↔ 선유도역(더스테이트호텔) ↔ 당산역 ↔ 영등포구청역 ↔ 문래동 ↔ 도림사거리 ↔ 신풍역 ↔ 해군호텔
- ● 6010번: 인천국제공항 ↔ 인천국제공항고속도로 -  동부이촌동 - 한남역 - 옥수동 - 금호동 - 응봉동 - 무학여고 - 왕십리역
- ● 6011번: 인천국제공항 - 인천국제공항고속도로 - 마포구청역 - 지상 신촌역, 연세대학교 - 경복궁역 - 안국역 - 한성대입구역 - 성신여대입구역 - 길음역 - 북서울꿈의숲 - 인덕대학교
- ● 6012번: 인천국제공항 - 인천국제공항고속도로 -  월드컵파크7단지 - 스텐포드호텔 - 월드컵파크5단지 - 상암DMC홍보관, YTN - 상암동입구 - 증산역 - 새절역 - 응암역 - 역촌역 - 불광역 - 동명여고 - 연신내역 - 세명컴퓨터고등학교 - 박석고개 - 구파발역
- ● 6013번: 인천국제공항 - 인천국제공항고속도로 -  경일초등학교 - 건대입구역 - 어린이대공원역 - 군자역 - 장한평역 - 면목동
- ● 6014번: 인천국제공항 ↔ 인천국제공항고속도로 ↔ 김포공항 나들목 ↔ 김포국제공항 ↔ 국립과학수사연구원 ↔ 서부화물트럭터미널 ↔ 개봉역 ↔ 광명사거리역 ↔ 철산역 ↔ 소하동 ↔ KTX 광명역
- ● 6015번: 인천국제공항 - 인천국제공항고속도로 - 마포역 - 공덕역 - 마포경찰서 - 충정로역 - 남대문시장 → 을지로입구역 → 을지로4가역 → 중구청 → 충무로역 → 명동역 → 남대문시장
- ● 6016번: 인천국제공항 - 인천국제공항고속도로 -  흑석역 (중앙대학교 입구) - 이수역 - 사당역 - 방배역 - 서울교육대학교 - 남부터미널역 (서울남부버스터미널)
- ● 6017번: 인천국제공항 ↔ 인천국제공항고속도로 ↔ 88 분기점 ↔ 올림픽대로 ↔ 대방역 ↔ 보라매역 ↔ 구로디지털단지역 ↔ 신대방역 ↔ 봉천역 ↔ 서울대입구역 ↔ 낙성대역 ↔ 서울대학교(호암교수회관)
- ● 6018번: 인천국제공항 ↔ 인천국제공항고속도로 ↔ 88 분기점 ↔ 올림픽대로 ↔ 증미역 ↔ 염창동 ↔ 베스트웨스턴나이아가라호텔 ↔ 목동1단지 ↔ 목동2단지 ↔ 목동3단지 ↔ 목동4단지 ↔ 목동현대백화점 ↔ 오목교역 ↔ 신정교입구 ↔ 신도림역 ↔ 디큐브시티
- ● 6019번: 인천국제공항 ↔ 메리어트호텔 ↔ 한국국토정보공사 ↔ 공군회관 ↔ 보라매역 ↔ 신대방삼거리역 ↔ 장승배기역 ↔ 상도역 ↔ 숭실대입구역 ↔ 남성역 ↔ 이수역 ↔ 내방역
- ● 6030번: 크라운호텔 → 이태원역 → 한강진역 → 한남오거리 → 동빙고동 ↔ 이촌역 ↔ 용산세무서 ↔ 용산역 ↔ 용산전자상가 ↔ 원효로 ↔ 원효대교 ↔ 시범아파트/63빌딩 ↔ 한국거래소/IFC ↔ 국회의사당 ↔ 렉싱턴호텔 ↔ 올림픽대로 ↔ 88 분기점 ↔ 인천국제공항고속도로 ↔ 인천국제공항 (운행 준비 중)
- ● N6000번: 강남고속버스터미널 → 흑석역 → 염창역 → 송정역 → 인천국제공항 1터미널 → 송정역 → 염창역 → 강남고속버스터미널
- ● N6001번: 서울역 → 신용산역 → 염창역 → 송정역 → 인천국제공항 1터미널 → 송정역 → 염창역 → 서울역
- ● N6002번: 강남고속버스터미널 → 흑석역 → 염창역 → 송정역 → 인천국제공항 2터미널 → 인천국제공항 1터미널 → 송정역 → 염창역 → 서울역 → 신용산역 → 염창역 → 송정역 → 인천국제공항 2터미널 → 인천국제공항 1터미널 → 송정역 → 염창역 → 서울역

## 보유 차량

#### 기아
- 기아 뉴 그랜버드 블루스카이
- 기아 뉴 그랜버드 슈퍼 프리미엄 블루스카이

#### 현대자동차
- 현대 유니버스 스페이스 엘레강스
- 현대 뉴 프리미엄 유니버스 익스프레스 프라임
- 현대 뉴 프리미엄 유니버스 프라임
- 현대 뉴 프리미엄 유니버스 프라임 EX

## 사진

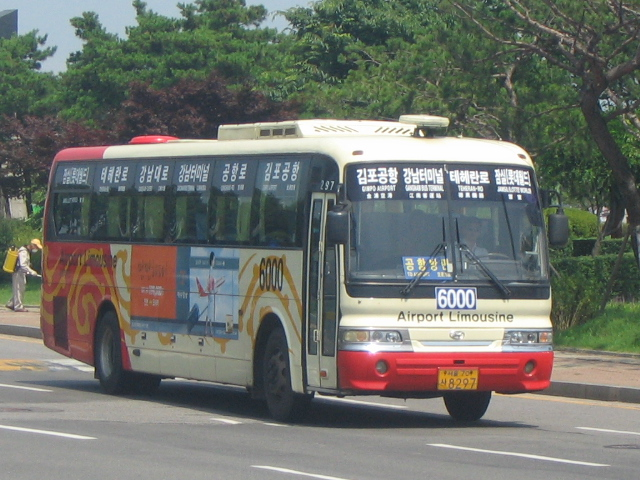
서울시내버스 6000번
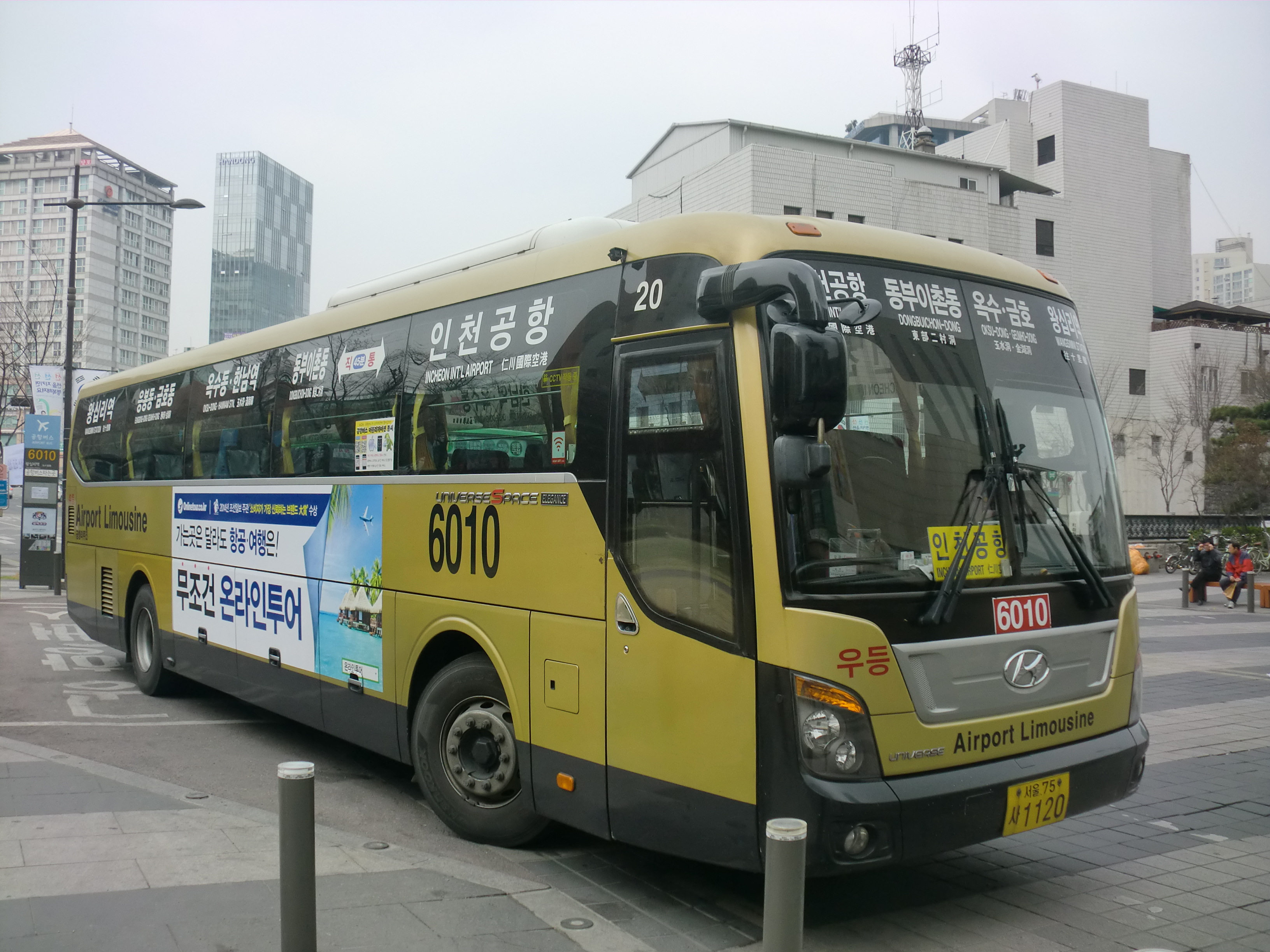
서울시내버스 6010번
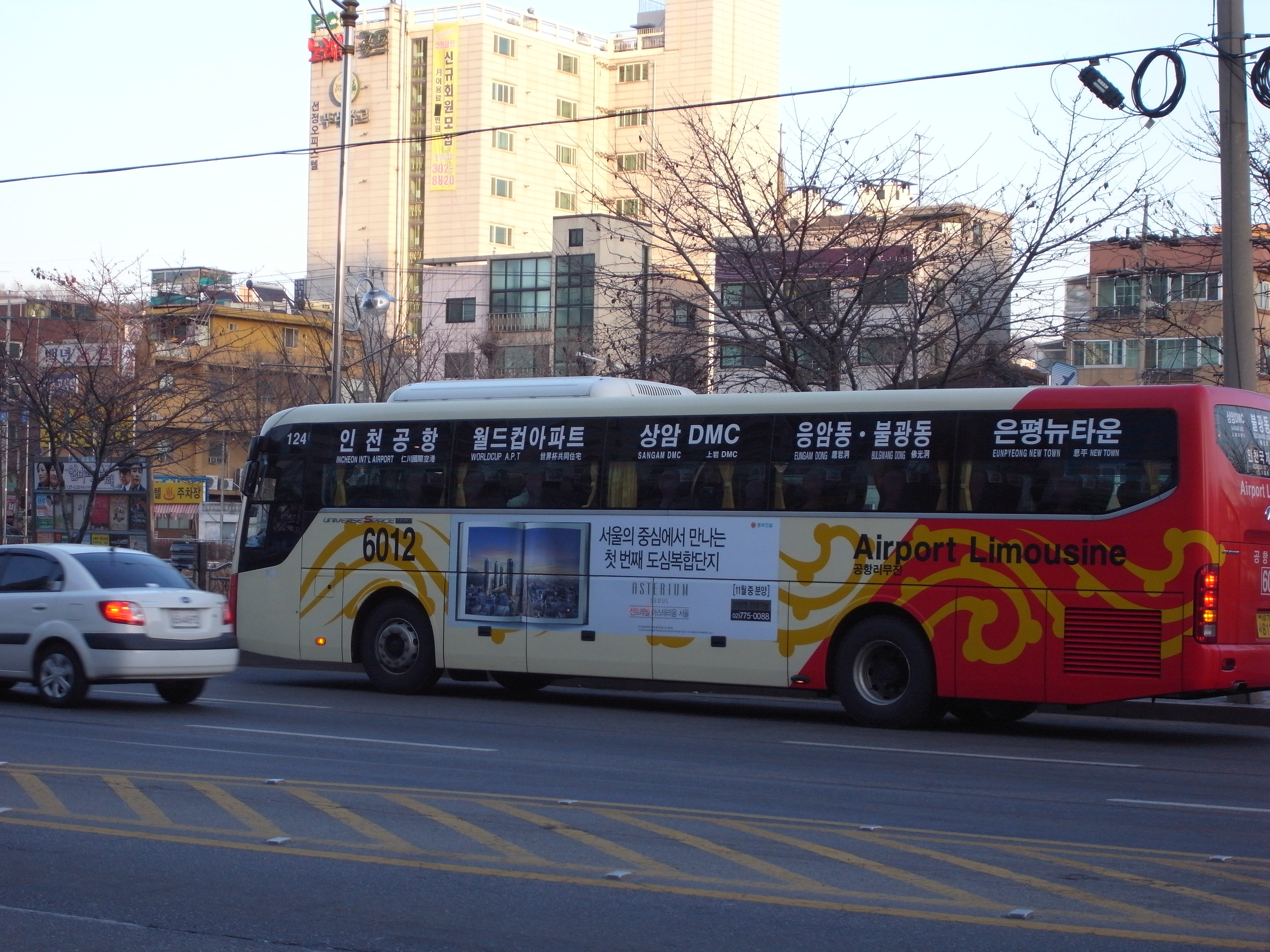
서울시내버스 6012번
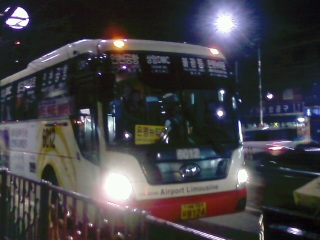
서울시내버스 6012번
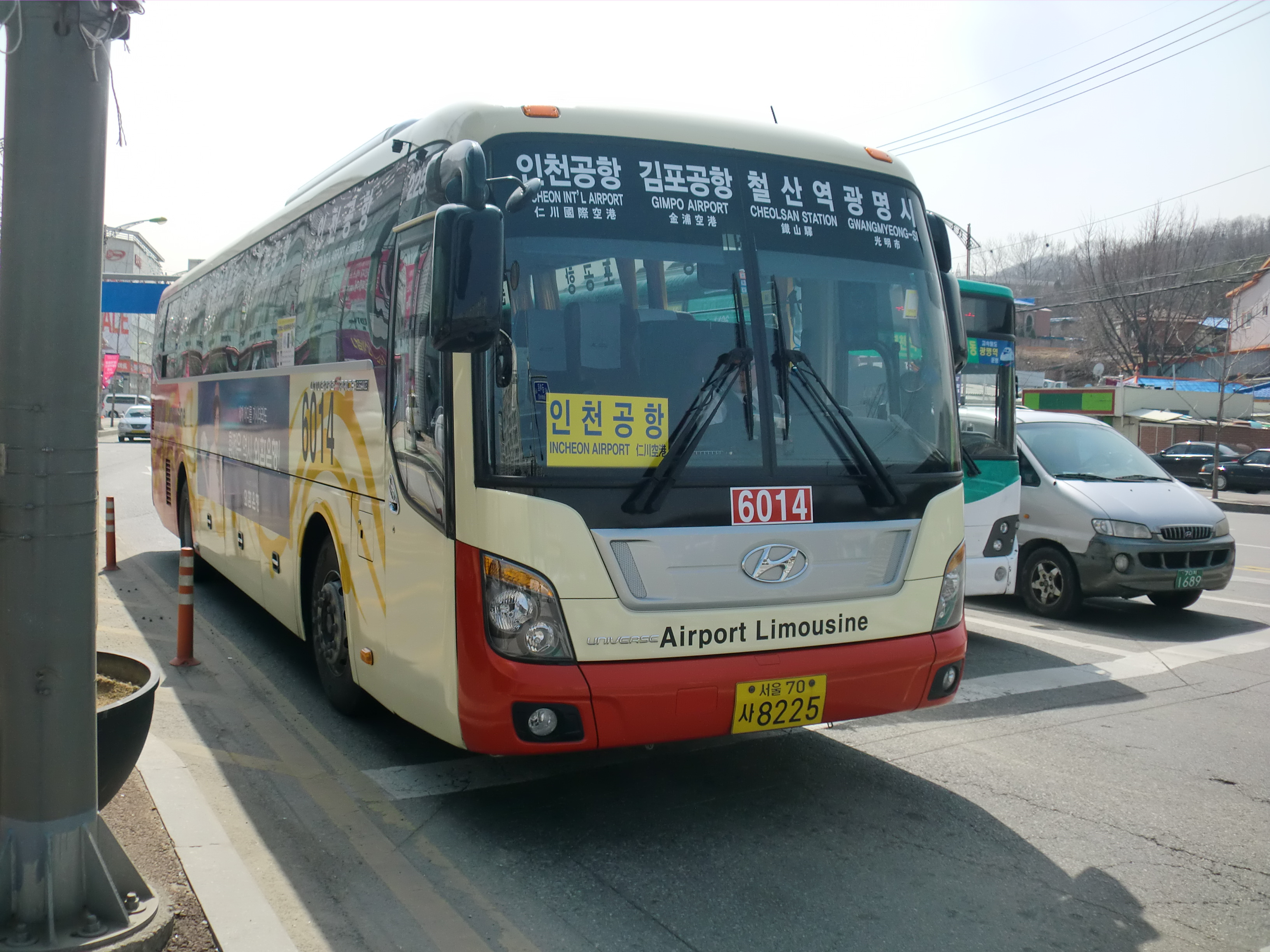
서울시내버스 6014번
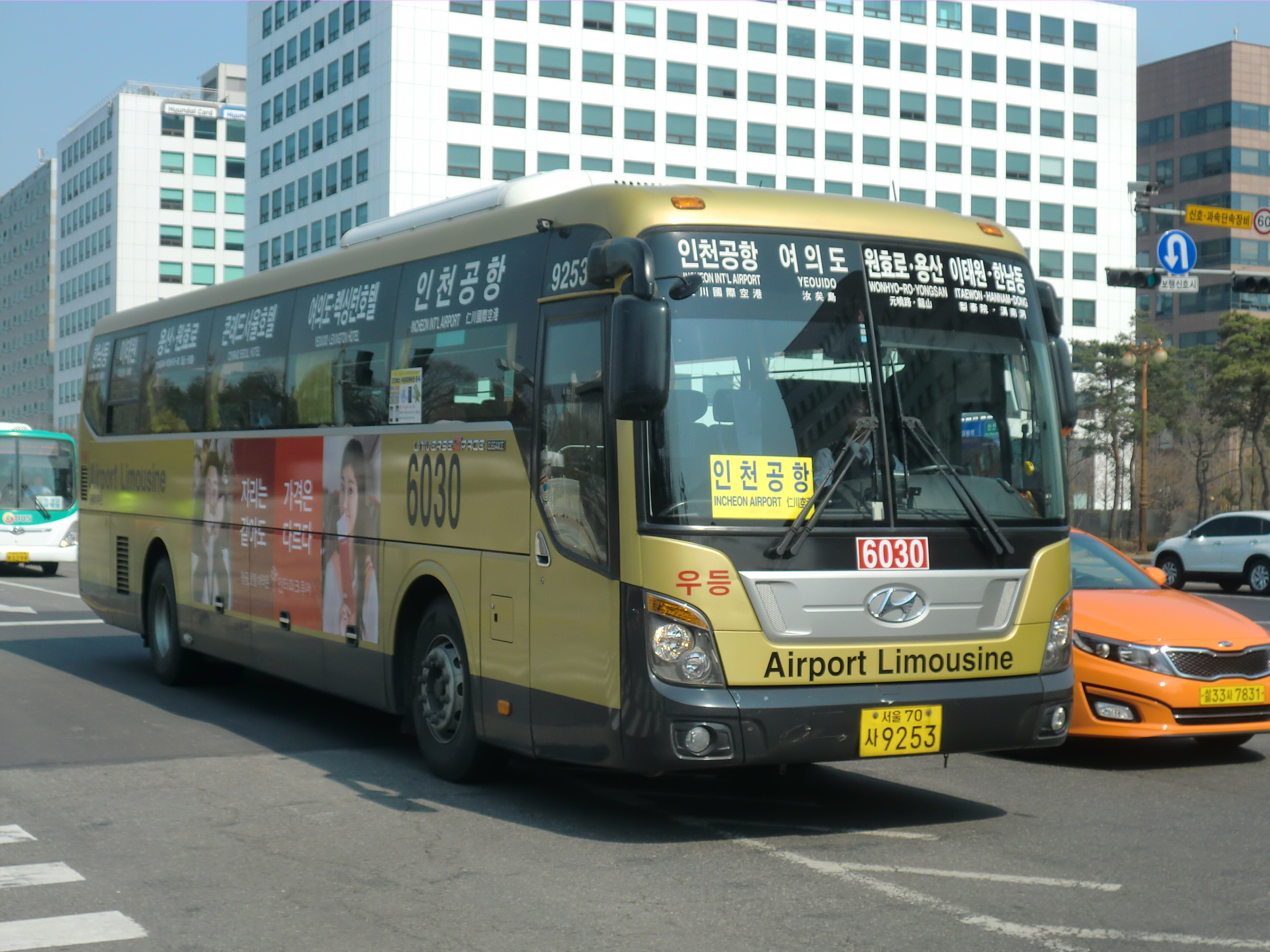
서울시내버스 6030번

## 본점 및 지점 현황
- 본점: 서울특별시 강서구 개화동로8길 17, 2층 (개화동, 강서공영차고지)
- 인천지점: 인천광역시 중구 공항서로 133-1, 135 (덕교동)